# 火車來去
《火車來去》（英語：Train Of Thoughts），2025年台灣時代劇。2024年4月20日開鏡，9月5日殺青。是金鐘導演李岳峰繼《牛車來去》後的「來去」系列第二部，於2025年2月2日首播。

## 播出時間
每週日上映，公視台語台晚間8點上映、華視主頻晚間10點上映、LINE TV、中華電信MOD、Hami Video晚間11點同步播出。
| 播映日期     | 播出時間 | 頻道                             |
| ------------ | -------- | -------------------------------- |
| 2025年2月2日 | 20:00    | 公視台語台                       |
| 2025年2月2日 | 22:00    | 華視主頻                         |
| 2025年2月2日 | 23:00    | LINE TV、中華電信MOD、Hami Video |

## 劇情大綱
《火車來去》故事背景設定於1970至1983年，呈現70至80年代台灣小鎮的人情與文化，透過劇中的旅社、雜貨店與菜市場等場景，圍繞小鎮及其居民故事發展，還原時代生活的縮影，喚起觀眾的懷舊情懷。
《火車來去》以鄰里感情為主軸，隨著社會從農業轉型為工業，角色們在變遷中成長與蛻變，聚焦鄉村青年為夢想進城打拼的精神，帶出充滿變革與希望的時代氛圍，透過火車的陪伴，交織著角色們的命運。

## 演員陣容
| 演員   | 角色   | 簡要介紹 |
| ------ | ------ | --- |
| 安心亞 | 李文秀 | 李家的大女兒，與青梅竹馬的武雄有感情戲，在月台上販賣便當。                                                     |
| 鍾承翰 | 黃武雄 | 黃家的大兒子，因目賭後母美英的所作所為，且被父親打了巴掌，一怒之下離家出走，在台北擔任副導演，與文秀互相喜歡。 |
| 許孟哲 | 高有福 | 個性憨直爽朗，愛拿店裡的零食出去交朋友，暗戀李文秀。                                                           |
| 霍正奇 | 黃進財 | 新進大旅社的老闆，喪妻再娶美英，對子嚴厲且有所誤會，導致兒子離家13年。                                         |
| 伊正   | 李安全 | 華安照相館老闆。育有文秀、文娟兩個女兒。                                                                       |
| 梁家榕 | 陳麗華 | 李安全的妻子。                                                                                                 |
| 何豪傑 | 高萬金 | 高記商行的老闆，小鎮里長，目標想選鎮長。                                                                       |
| 蔡阿炮 | 阿貴伯 | 好味食堂的老闆，人稱「阿貴伯」。                                                                               |
| 吳鈴山 | 王松   | 火車站站長。                                                                                                   |
| 石知田 | 黃俊良 | 武雄同父異母的弟弟，外號草猴（螳螂），對文娟有好感。                                                           |
| 張育綺 | 李文娟 | 李家的小女兒，就讀大學中，常於報紙發表創作小品，小時被戲稱「愛哭娟」                                           |
| 侯彥西 | 阿華   | 武雄的好友，也是電影工作上的助手。                                                                             |
| 黃婕菲 | 鄭美英 | 進財續絃的妻子，在逃難中被新進大旅社的老闆娘所救，決定奉獻餘生報恩，生有一子俊良。                             |
| 羅文君 | 洪圓滿 | 高記商行的老闆娘，熱心服務做的比里長還好。                                                                     |
| 許瓊月 | 豬肉嫂 | 經營豬肉攤的老闆娘。                                                                                           |

## 電視劇歌曲
劇中音樂的作詞、作曲者是荒山亮。其中主題曲使用80年代的音樂元素以貼近時代背景，並用旁觀者及時代見證者的角度詮釋音樂。
| 曲別   | 歌名       | 作詞   | 作曲   | 演唱者         |
| ------ | ---------- | ------ | ------ | -------------- |
| 片頭曲 | 火車來去   | 荒山亮 | 荒山亮 | 荒山亮         |
| 片尾曲 | 黃金花     | 荒山亮 | 荒山亮 | 安心亞         |
| 插曲   | 月圓之歌   | 荒山亮 | 荒山亮 | 安心亞         |
| 插曲   | 請你原諒我 | 荒山亮 | 荒山亮 | 石知田、荒山亮 |
| 插曲   | 為你活下去 | 荒山亮 | 荒山亮 | 荒山亮         |

## 外部連結
- 官方网站－公視
- 官方网站－華視
- 火車來去的Facebook專頁